# Eugen Wolff
Carl Oskar Eugène Wolff (né le 2 novembre 1851 à Vaasa – mort le 20 mai 1937 à Viipuri) est un entrepreneur, homme politique et brièvement diplomate finlandais

## Biographie
Eugen Wolff est l'un des fondateurs de l'organisation secrète Kagaali qui s'oppose à la russification de la Finlande. 